# Première guerre des Maris

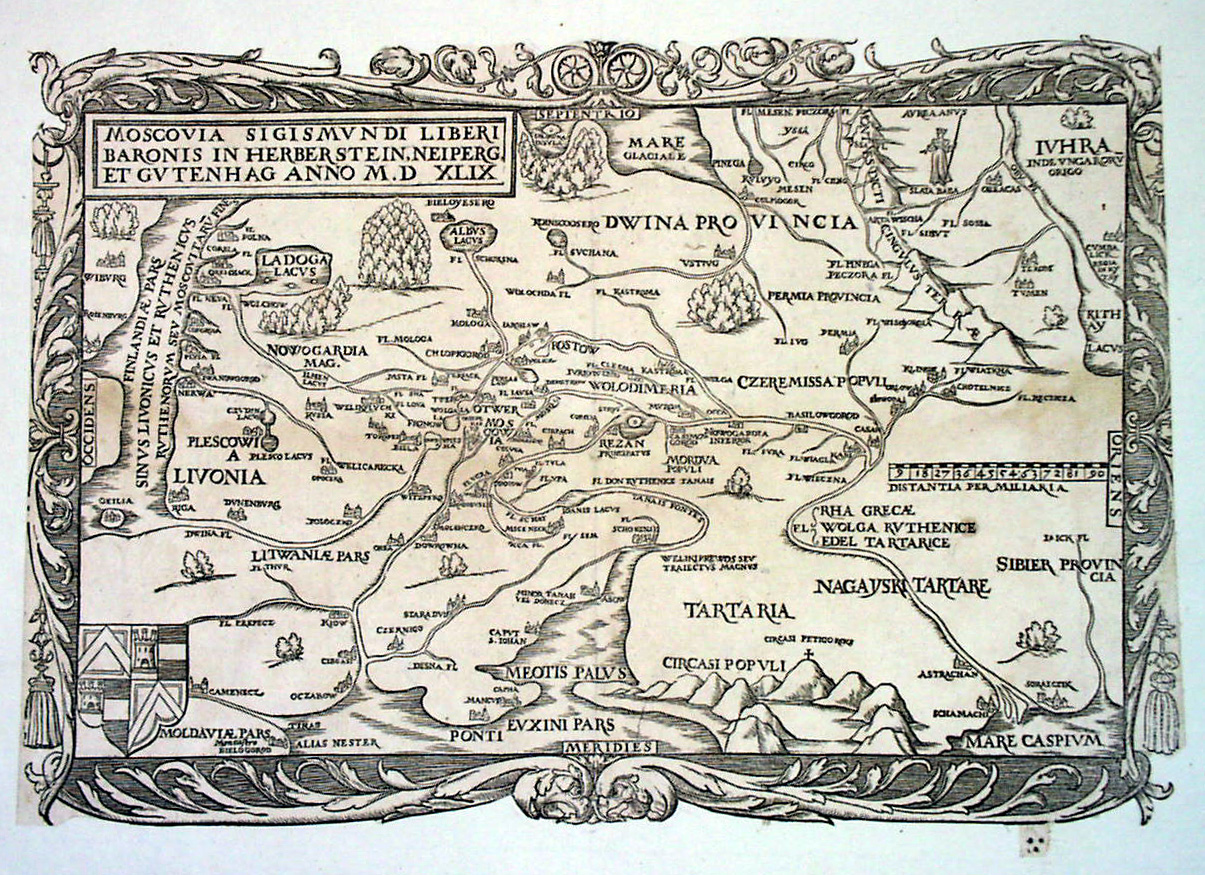
Carte de la Moscovie, publiée par Sigmund von Herberstein en 1549. La Tcheremissie (Czeremissa populi) est à mi-hauteur, au centre droit.

La première guerre des Maris ou des Tcheremisses est une révolte des populations maris contre le rattachement au tsarat de Russie et une réaction aux campagnes des troupes moscovites. Elle dure de 1552 à 1557. Elle s'achève par une prestation de serment de tous les groupes maris au tsar Ivan le Terrible.
La tradition soviétique la présente comme une lutte de classe contre le joug féodal. À la charnière des XXe – XXIe siècles, certains historiens régionalistes y voient une guerre de libération nationale, bien que les Maris comme d'autres peuples de la Moyenne-Volga, Tatars, Tchouvaches, et Mordves, aient combattu dans les années 1552-1557 des deux côtés, et que dans les rangs des rebelles figuraient des chefs qui avaient auparavant recherché le patronage de Moscou.

## Origines de la révolte
Les terres des Marsi faisaient partie du khanat de Kazan. En 1551, Ivan le Terrible, préparant sa dernière campagne contre Kazan, obtient le soutien des Maris des montagnes, qui vivent à proximité de la frontière. Au printemps de l'année 1552, ils changent de camp et se soulèvent contre les Russes, mais en juillet, la révolte est réprimée. Les Maris des prairies, qui constituent la majorité du groupe ethnique des Maris, restent quant à eux du côté de Kazan.
Ivan le Terrible prend Kazan, le 2 octobre 1552. L'armée russe quitte la ville avec le tsar le 11 octobre, laissant dans la ville de 1500 jeunes boyards (ru) et 3000 streltsy.

## Attaque sur la Volga
Le 20 décembre 1552, peu de temps après le retour d'Ivan le Terrible à Moscou, les voïvodes de la ville de Vassilsoursk informent d'une attaque armée des Maris des prairies sur la Volga, contre un groupe de Russes. Le message indique que parmi les victimes de l'attaque, figurent des courriers, des marchands et des gens de la suite des boyards, revenant de Kazan avec leurs biens. Il y a parmi les assaillants des gens des montagnes.
En réaction au message du voïvode de Vassiilsoursk, Ivan le Terrible donne l'ordre au boyard namestnik et voïvode de Sviajsk, Piotr Chouïski de procéder à une enquête sur ces meurtres et de trouver dans les montagnes les participants à l'attaque. Chouïski confie l'affaire à Boris Ivanovich Saltykov-Borozok,,.
Grâce à l'aide et à l'assistance de montagnards, Boris Saltykov retrouve les participants à l'attaque meurtrière, qui se cachent sur la rivière Tsivil, et arrête 74 personnes. Il pend immédiatement une partie des prisonniers sur place, et fait conduire les autres à Sviajsk, pour une exécution publique. Les biens des condamnés à mort sont saisis et transmis aux plaignants,.

## Sédition des enfants Tougaïev
Le 25 décembre 1552, le messager Nikita Kazarinov, envoyé par le prince boyard Aleksandr Gorbaty-Chouïski, namestnik (ru) de Kazan, informe le tsar qu'un groupe connu comme « les fils de Tougaï et leurs compagnons» ont préparé une «mauvaise affaire» dans la région d'Arsk. Le mourza Kamay Ousseïnov (ru), passé au service d'Ivan le Terrible, et Nikita Kazarinov, commandant personnellement le détachement, composé d'habitants d'Arsk et des  environs, défont les «fils de Tougaïev», prennent vivants 38 instigateurs de la sédition, qui sont amenés à Kazan et condamnés à être exécutés par pendaison pour trahison.
Après la fin de la sédition des « enfants de Tougaïev », les voïvodes de Kazan décident de la perception du Iassak dans les territoires d'Arsk, des rives, ainsi que des prairies. Les jeunes boyards Nazar Glebov (ru), Alexis Davydov, Grigori Zlobine, Chiriaï Kobiakov, et Iakob Ostafiev sont chargés de le collecter et ils parviennent à le rapporter à Kazan.
Les chroniques ne donnent pas d'information permettant d'identifier les « enfants Tougaïev » socialement ou ethniquement, ils sont seulement désignés collectivement comme Kazanais. Les historiens Saliam Alichev (ru), et A. G. Bakhtine voient dans leur « père » le Mari des montagnes Tougaï, un des représentants de la noblesse, qui en 1546, avait mené les négociations avec Moscou pour conclure une alliance contre le khan Safa-Guireï (ru).

## Révolte de 1553-1554

### Début de l'insurrection
Le 10 mars 1553, la cour est informée par un nouveau message d'Aleksandr Gorbaty-Chouïsk du meurtre dans les territoires des prairies de deux collecteurs du Iassak, le tatar Missiour Likharev (ru) et le russe Ivan Skoutarov (ru). Les habitants ont refusé de payer l'impôt en fourrure, et se sont soulevés. Ayant rassemblé un assez grand nombre de troupes armées, les rebelles sont passés dans territoire d'Arsk, où ils ont été soutenus par la  population locale, qui s'est jointe à la révolte.
Les habitants des prairies et d'arak, réunis dans un seul détachement, se retranchent « dans la montagne dans un fortin ». On suppose que les rebelles ont pris le bastion d'Arsk, à 15 verstes au nord-est de Kazan près du fortin de Iapantchine,, détruit par l'armée de Chouïski, après sa victoire sur le prince Iapantcha pendant le siège de Kazan.
Les voïvodes de Kazan envoient contre les insurgés Vassili Ielizarov à la tête d'un détachement de cosaques, ainsi qu'un détachement de streltsy, commandés par Ivan Ierchov. Pour une raison inconnue, les deux détachements atteignent le fortin, se sont séparent et poursuivent chacun leur chemin, puis sont attaqués par les rebelles et mis en déroute. Le détachement d'Ielizarov perd 450 cosaques morts dans l'affrontement, celui de Ierchov 350 streltsy.
Après la bataille de Vissokaïa Gora (ru), les rebelles quittent le bastion en ruine, trop proche de Kazan et se transfèrent dans le cours supérieur de la rivière Miocha (ru), où ils sont rejoints par des habitants des rives. Là, à 70 verstes de Kazan, les rebelles construisent une forteresse aux remparts de terre pour s'y établir.

### Campagne de Boris Saltykov-Borozok
La rébellion a alors gagné presque toute la rive gauche du khanat de Kazan, à l'exception de Kazan elle-même, en proie à une épidémie de peste. Une partie des rebelles rejoint les montagnes, recrutant des partisans. Un détachement de Boris Saltykov est envoyé contre eux. Le 24 mars, il est attaqué sur un terrain enneigé par des rebelles se déplaçant à ski et détruit. Saltykov est pris en otage et tué deux ans plus tard.

### Ambassade auprès de la horde Nogaï
Les rebelles ont envoyé une délégation au gouverneur de la Horde Nogaï, Ismail, en demandant que son Магmed-Mirza devienne leur souverain. Ismail, allié du tsarat de Russie, ne reçoit pas les ambassadeurs.

### Campagne de Danil Adachev
Depuis Viatka, une  flottille, sous la direction de Danil Adachev (ru), est envoyée contre les rebelles. Avec le soutien de forces cosaques de Moscou, elle remporte plusieurs engagements locaux contre les rebelles, et prend le contrôle de la Volga, qui sépare les Maris des prairies de ceux des montagnes, mais elle ne peut entrer profondément dans les territoires révoltés. Les Maris des prairies essaient d'assiéger Kazan et Sviajsk, deuxième ville en importance dans la région et dont des incursions vers Mourom et Nijni-Novgorod.

### Fin et échec de la rébellion
Ivan le Terrible renforce en mai les garnisons de Kazan et Sviajsk, en y mandant respectivement huit et sept voïvodes au lieu de cinq. Le prince Iouri Boulgakov-Golitzyne (ru) est nommé premier voïvode à Kazan.
Une armée de 30 000 hommes, incluant des unités tatares et mordves, est envoyée de Ninni-Novgorod contre les 15 000 rebelles. Semion Mikoulinski (ru), commandant en chef, et les princes Ivan «le Grand» Cheremetev (ru) et Andreï Kourbski, sont à la tête de trois régiments russes. Les unités locales sont commandées par Iouri Kachine-Obolenski (ru), Fiodor Oumnoï-Kolytchv et Dmitri Pleïetch (ru). Au cours de la campagne, l'armée moscovite gagne près de 20 engagements, prend d'assaut et brûle la capitale des rebelles sur la Miocha et rase les villages environnants. 10 000 rebelles et deux de leurs quatre chefs - Iantchara Izmailtianine et Akeka Tcheremissine - sont tués. Les Maris de la steppe d'arak et des rives, conduits par Oussein et Sary-Batyr, prêtent serment aux voïvodes russes, mais ceux des rives refusent de se soumettre. 
Au retour des troupes à Moscou au printemps de l'année 1554, Ivan le Terrible récompense d'or et de cadeau précieux les participants à la campagne.

## Résistance de Mamitch-Berdeï. Été 1554 — mars 1556
Une nouvelle insurrection se déclenche dans les prairies dans l'été 1554. Elle est conduite par Mamitch-Berdeï. Le voïvode de Kazan Mikhaïl Glinski envoie les princes tatares Kebeniak et Koulaï-Mouza contre les rebelles, mais ils passent du côté des Maris. Le nombre des rebelles, selon une estimation de Andreï Kroubski atteint 20 000, y compris les femmes prêtes à combattre. Glinski envoie contre eux de nouvelles unités de Tatars de Kazan, commandées par Ienalia Tchigassov et Ienalia Mamatov, et à la fin octobre, les forces rebelles sont dispersées. Différentes troupes de révoltés, dont celles de Matmitch-Berdeï, continuent de se cacher et pillent les bateaux de passage.
Au début de l'hiver, des forces russes importantes, sous le commandement d'Ivan Mstislavski (ru), arrivent sur les terres des Maris des prairies. Divisés en plusieurs groupes, elles attaquent une par une jusqu'en février les unités rebelles. Ceux-ci adoptent des tactiques de guérilla, favorisés par les marécages, les forêts et l'absence de routes de la région.
À la fin de l'hiver, après le départ de l'armée russe, les rebelles survivants tentent de pénétrer dans la région d'Arsk, mais ils sont refoulés par les Tatars locaux et les streltsy russes qui ont reçu du renfort, puis sont attaqués sur leur propre territoire par les Maris des montagnes fidèles au tsarat de Russie. En mars 1555, après la suspension des combats liée à la débâcle des rivières, les rebelles ont perdu plusieurs milliers d'hommes, et de nombreux villages de la région ont été détruits. Mamitch-Berdeï est toujours libre et continue à commander des groupes rebelles.
En préparation de la prochaine campagne, les russes érigent pendant l'été 1555 la forteresse de Tcheboksary. Les rebelles, qui sont encore 7000, construisent un bastion, approximativement à l'emplacement actuel de Mariinski Possad.
En septembre, une nouvelle campagne punitive est conduite contre les rebelles parAndreï Kourbski et Fiodor Troïekourov. Les forces russes sont divisées en un grand nombre de petits groupes mobiles. En mars, Mamitch-Bereï prend le risque d'une sortie dans les terres des Maris des montagnes pour recruter des  partisans, mais il est trahi, capturé et conduit à Moscou. Son sort n'est pas connu.

## Défaite de l'insurrection. Avril 1556 - mai 1557
Sans Mamitch-Bereï, le désordre gagne le camp des rebelles. Le voïvode de Kazan Piotr Morozov prend Tchalym en avril 1556 et la brûle. En mai, il gagne une grande bataille dans la région d'Arsk, faisant ungrand nombre de morts et de prisonniers. En juin et juillet, un détachement de Morozov regroupé avec la garnison de Sviajsk et dirigé par Fiodor Saltykov accumule les succès et détruit de nombreuses troupes rebelles, sans venir complètement à bout de leur résistance.
Pendant l'hiver 1556-1557, les combattants maris des prairies, manquant de nourriture, attaquent périodiquement les terres des Maris des montagnes et les villages près de Nijni Novgorod. En mars 1557, le nouveau chef rebelle Akhmetek-Bogatyr rassemble ses dernieres troupes, et passe sur la rive droite de la Volga, où il est battu par les troupes du prince Iossif Kovrova et capturé.
En mai les représentants des Maris des prairies déposent les armes et se déclarent prêts à entrer dans le tsarat de Russie :

« Les gens des prairies se réunirent tous, et ils se soumirent au tsar et au souverain, et ils donnèrent tous leurs droits sur toutes les terres, pour être redevables  au tsar et au souverain pour toujours, et payer complètement à ses jeunes [boyards] le iassak, comme le souverain le demandait. Et vinrent de toutes les terres vers le souverain pour prêter serment des centaines de princes de Kasimir, de Kaka, de Iantimir, avec leurs compagnons. Et le tsar et grand-prince les accueillit, pardonna leurs fautes, et leur donna une charte, indiquant comment ils devraient servir le souverain désormais. »

— Татищев В. Н. (V. N. Tatichtchev) История российская. Часть 4 [« Histoire russe. Chapitre 4 »].

## Conséquences
La guerre a tué des dizaines de milliers de Maris et ravagé des centaines de villages. Ces pertes ont pesé sur le développement démographique et l'unité des Maris.
Le tsarat de Russie achève l'annexion du khanat de Kazan, mais la région n'est pas entièrement pacifiée, et avant la fin du XVIe siècle, deux soulèvements de moindre importance auront lieu en 1571-1574 et en 1581-1585.